# Транскалахарская автомагистраль
Транскалаха́рская автомагистра́ль, Транс-Калаха́ри (англ. Trans-Kalahari-Highway, нем. Trans-Kalahari-Fernstraße) — автострада, проходящая через некоторые страны Сообщества развития Юга Африки (SADC): Намибию, Ботсвану, ЮАР и Мозамбик, а также — через сухую пустыню Калахари.
Транс-Калахари — основной продовольственный канал, снабжающий страны Южной Африки.

## История
Планирование автострады началось с исследовательской поездки Джеймса Чепмена, который продумывал её постройку ещё в 1850-м году. Первоначально дорога была грунтовая и называлась Sand-Pad (наждачный брусок, наждак). В XX веке при дальнейшем строительстве она была покрыта гудроном.
С 1998 года Транскалахарская автомагистраль стала основной коммуникацией между Уолфиш-Бей и Свакопмундом (портом Атлантики) и Мапуту (портом Индийского океана). Южная дорога, проходящая через Апингтон, занимает значительно больше времени.

## Маршрут
Из Уолфиш-Бей в столицу Намибии Виндхук направляются сразу две трассы:
- северная B2 (на север до Свакопмунда), затем на восток — С28
- южная — сначала C14, потом C26.

Далее на восток продолжается B6, которая по территории Ботсваны именуется A2. Через ЮАР она следует как дорога N4 (Южная Африка). В Мозамбике эта автомагистраль именуется также — N4.
Транскалахарская автомагистраль пересекается со множеством автомобильных дорог, в том числе с двумя трансафриканскими автомобильными маршрутами:
1. с шоссе Триполи-Кейптаун  в Виндхуке
2. с шоссе Каир-Кейптаун  в Лобаце (Ботсвана)

По Транскалахарской дороге удобно осуществлять туристические поездки, потому что доехать от Виндхука до Йоханнесбурга стало значительно легче с появлением Транс-Калахари.